# Сабольч Хусті
Сабольч Хусті (угор. Huszti Szabolcs, нар. 17 квітня 1983, Мішкольц) — угорський футболіст, півзахисник клубу «Ганновер 96».
Насамперед відомий виступами за клуби «Ференцварош» та «Зеніт», а також національну збірну Угорщини.

## Клубна кар'єра
Народився 17 квітня 1983 року в місті Мішкольц. Вихованець футбольної школи клубу «Тапольца Боксіт».
У дорослому футболі дебютував 1997 року виступами за «Ференцварош», в якому провів вісім сезонів, взявши участь у 24 матчах чемпіонату. У сезоні 2003–2004 років на правах оренди виступав за «Шопрон».

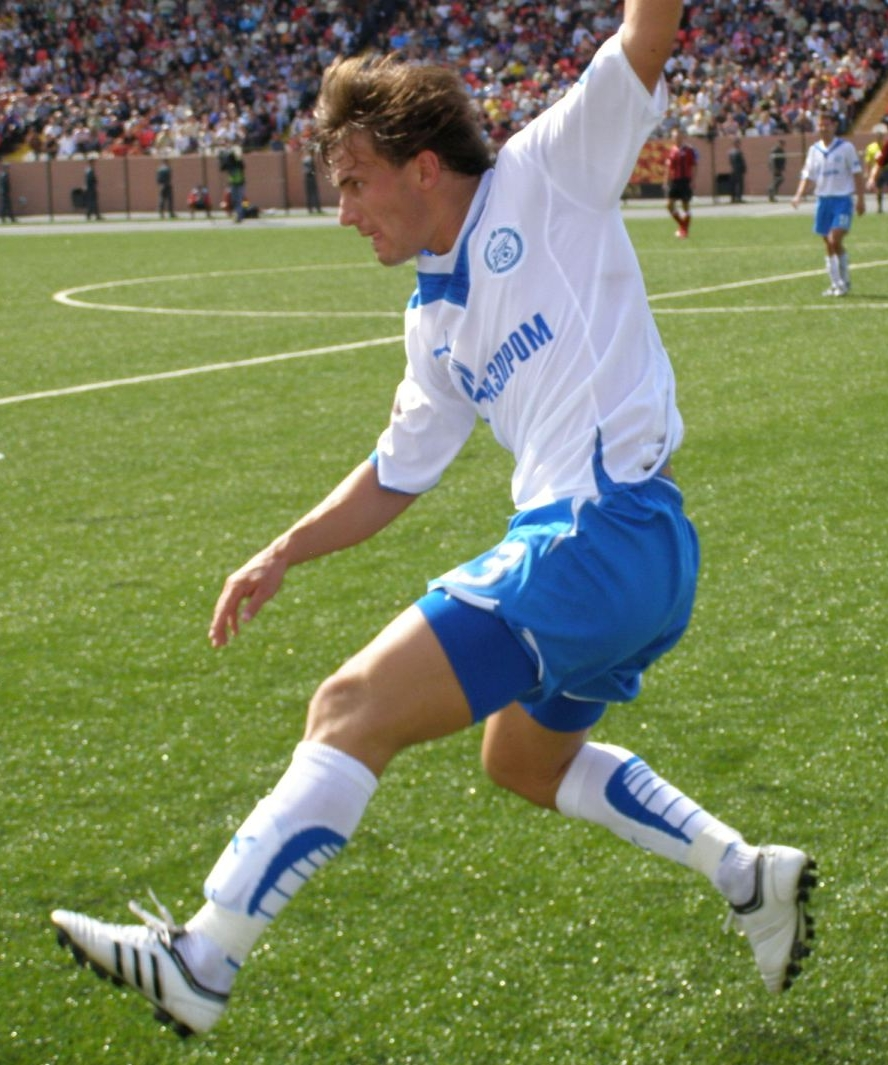
Сабольч Хусті під час виступав за «Зеніт»

Влітку 2005 року на правах вільного агента перейшов в «Мец», де провів один сезон. Після того, як «Мец» вилетів з вищої французької ліги, Хусті перейшов в «Ганновер 96», сума трансферу склала 300 тис. євро.
Своєю грою за останню команду привернув увагу представників тренерського штабу «Зеніта», до складу якого приєднався 1 лютого 2009 року. Відіграв за санкт-петербурзьку команду наступні три сезони своєї ігрової кар'єри. За цей час виборов два титули чемпіона Росії та став володарем Кубка Росії.
До складу клубу «Ганновер 96» повернувся 23 липня 2012 року. Наразі встиг відіграти за команду з Ганновера 21 матч в національному чемпіонаті.

## Виступи за збірну
24 квітня 2004 року дебютував в офіційних матчах у складі національної збірної Угорщини в товариському матчі проти збірної Японії, де відразу відзначився голом. До 2010 року провів у формі головної команди країни 51 матч, забивши 7 голів, після чого перестав викликатись до збірної.

## Титули і досягнення
- Володар Кубка Росії (1):

«Зеніт»: 2009-10
- Чемпіон Росії (2):

«Зеніт»:  2010, 2011-12
- Володар Суперкубка Росії (1):

«Зеніт»:  2011
- Чемпіон Угорщини (1):

МОЛ Віді: 2017-18
- Володар Кубка Угорщини (1):

МОЛ Віді: 2018-19